# Liste des épisodes de JoJo's Bizarre Adventure
Cet article est un complément de l’article sur le manga JoJo's Bizarre Adventure. Il contient la liste des épisodes de l'adaptation en série télévisée d'animation.
Au 1er décembre 2022, la série compte un total de 190 épisodes répartis sur 5 saisons :
- La saison 1 adaptant les parties 1 et 2 possède 26 épisodes (9 pour la partie 1 et 17 pour la partie 2). Trois films d'une durée de 1h45 récapitulant la saison 1 sont sortis sur Crunchyroll le 30 mai 2014 ;
- La saison 2 adaptant la partie 3 possède 48 épisodes ;
- La saison 3 adaptant la partie 4 possède 39 épisodes ;
- La saison 4 adaptant la partie 5 possède 39 épisodes ;
- La saison 5 adaptant la partie 6 possède 38 épisodes.

## Parties 1 et 2 (saison 1, 2012-2013)

### Phantom Blood(2012)
| No                                     | Titre en français                | Titre original                          | Date de 1re diffusion |
| -------------------------------------- | -------------------------------- | --------------------------------------- | --------------------- |
| 1                                      | Dio l'envahisseur                | 侵略者ディオ Shinryakusha Dio           | 5 octobre 2012        |
| [Chapitres 1-2-3-4-5]                  |                                  |                                         |                       |
| 2                                      | Une lettre du passé              | 過去からの手紙 Kako kara no tegami      | 12 octobre 2012       |
| [Chapitres 6-7-8-9-10-11-18]           |                                  |                                         |                       |
| 3                                      | Adolescence avec Dio             | ディオとの青春 Dio to no seishun        | 19 octobre 2012       |
| [Chapitres 11-12-13-14-15-16]          |                                  |                                         |                       |
| 4                                      | Overdrive                        | 波紋疾走（オーバードライブ） Ōbādoraibu | 26 octobre 2012       |
| [Chapitres 17-18-19-20-21-22-23]       |                                  |                                         |                       |
| 5                                      | Chevaliers des ténèbres          | 暗黒の騎士達 Ankoku no kishitachi       | 2 novembre 2012       |
| [Chapitres 24-25-26-27]                |                                  |                                         |                       |
| 6                                      | Courage du lendemain             | あしたの勇気 Ashita no yūki             | 9 novembre 2012       |
| [Chapitres 27-28-29-30-31-32-33-34]    |                                  |                                         |                       |
| 7                                      | Le successeur                    | うけ継ぐ者 Uketsugumono                 | 16 novembre 2012      |
| [Chapitres 34-35-36-37]                |                                  |                                         |                       |
| 8                                      | Le combat sanglant ! JoJo et Dio | 血戦！JOJO&DIO Kessen! JOJO & DIO       | 23 novembre 2012      |
| [Chapitres 37-38-39-40-41]             |                                  |                                         |                       |
| 9                                      | La dernière Onde !               | 最後の波紋! Saigo no hamon!             | 30 novembre 2012      |
| [Chapitres 41-42-43-44]                |                                  |                                         |                       |
| FILM 1                                 | Première Partie : Phantom Blood  |                                         | 30 mai 2014           |
| Film récapitulatif des épisodes 1 à 9. |                                  |                                         |                       |

### Battle Tendency(2012-2013)
| No                                       | Titre en français                              | Titre original                                       | Date de 1re diffusion |
| ---------------------------------------- | ---------------------------------------------- | ---------------------------------------------------- | --------------------- |
| 10 (1)                                   | JoJo de New York                               | ニューヨークのジョジョ Nyū Yōku no JoJo              | 7 décembre 2012       |
| [Chapitres 45-46-47-48]                  |                                                |                                                      |                       |
| 11 (2)                                   | Le virtuose du jeu                             | ゲームの達人 Gēmu no tatsujin                        | 14 décembre 2012      |
| [Chapitres 49-50-51-52-53]               |                                                |                                                      |                       |
| 12 (3)                                   | L'homme du pilier                              | 柱の男 Hashira no otoko                              | 21 décembre 2012      |
| [Chapitres 54-55-56-57]                  |                                                |                                                      |                       |
| 13 (4)                                   | JoJo contre la créature ultime                 | JOJO vs. 究極生物 JoJo vs. kyūkyoku seibutsu         | 4 janvier 2013        |
| [Chapitres 58-59-60-61]                  |                                                |                                                      |                       |
| 14 (5)                                   | Guerriers d'élite ancestraux                   | 太古から来た究極戦士 Taiko kara kita kyūkyoku senshi | 11 janvier 2013       |
| [Chapitres 62-63-64-65-66]               |                                                |                                                      |                       |
| 15 (6)                                   | L'aptitude des héros                           | ヒーローの資格 Hīrō no shikaku                       | 18 janvier 2013       |
| [Chapitres 66-67-68-69-70]               |                                                |                                                      |                       |
| 16 (7)                                   | Lisa Lisa, coach des Ondes                     | 波紋教師リサリサ Hamon kyōshi Risarisa               | 25 janvier 2013       |
| [Chapitres 71-72-73-74-75]               |                                                |                                                      |                       |
| 17 (8)                                   | Le piège parfait !                             | 深く罠をはれ! Fukaku wana o hare!                    | 1er février 2013      |
| [Chapitres 76-77-78-79-80]               |                                                |                                                      |                       |
| FILM 2                                   | Deuxième Partie : Battle Tendency (1re moitié) |                                                      | 30 mai 2014           |
| Film récapitulatif des épisodes 10 à 17. |                                                |                                                      |                       |
| 18 (9)                                   | Stroheim contre-attaque                        | シュトロハイム隊の逆襲 Shutorohaimu-tai no gyakushū  | 8 février 2013        |
| [Chapitres 81-82-83-84]                  |                                                |                                                      |                       |
| 19 (10)                                  | Ruée vers la falaise de la mort                | 死の崖へつっ走れ Shi no gake e tsuppashire           | 15 février 2013       |
| [Chapitres 85-86-87-88]                  |                                                |                                                      |                       |
| 20 (11)                                  | La jeunesse solitaire de Caesar                | シーザー孤独の青春 Shīzā kodoku no seishun           | 22 février 2013       |
| [Chapitres 89-90-91-92-93]               |                                                |                                                      |                       |
| 21 (12)                                  | Cent contre deux                               | 100対2のかけひき Hyaku tai ni no kakehiki            | 1er mars 2013         |
| [Chapitres 94-95-96-97]                  |                                                |                                                      |                       |
| 22 (13)                                  | Un véritable guerrier !                        | 真の格闘者 Shin no kakutōsha                         | 8 mars 2013           |
| [Chapitres 98-99-100-101-102]            |                                                |                                                      |                       |
| 23 (14)                                  | Le guerrier du vent                            | 風にかえる戦士 Kaze ni kaeru senshi                  | 15 mars 2013          |
| [Chapitres 103-104-105-106]              |                                                |                                                      |                       |
| 24 (15)                                  | Les liens qui unissent JoJo                    | JOJOを結ぶ絆 JoJo o musubu kizuna                    | 22 mars 2013          |
| [Chapitres 107-108]                      |                                                |                                                      |                       |
| 25 (16)                                  | La naissance de l'être suprême !               | 超生物の誕生!! Chō seibutsu no tanjō!!               | 29 mars 2013          |
| [Chapitres 109-110-111]                  |                                                |                                                      |                       |
| 26 (17)                                  | L'homme qui devint un dieu !                   | 神となった男 Kami to natta otoko                     | 5 avril 2013          |
| [Chapitres 111-112-113]                  |                                                |                                                      |                       |
| FILM 3                                   | Troisième Partie : Battle Tendency (2e moitié) |                                                      | 30 mai 2014           |
| Film récapitulatif des épisodes 18 à 26. |                                                |                                                      |                       |

## Partie 3:Stardust Crusaders(saison 2, 2014-2015)

### Stardust Crusaders: Road to Egypt(partie 1, 2014)
| No                              | Titre en français                | Titre original                                     | Date de 1re diffusion |
| ------------------------------- | -------------------------------- | -------------------------------------------------- | --------------------- |
| 1                               | Le possédé                       | 悪霊にとりつかれた男 Akuryō ni toritsukareta otoko | 4 avril 2014          |
| [Chapitres 114-115-116-117]     |                                  |                                                    |                       |
| 2                               | Qui rendra le jugement ?         | 裁くのは誰だ!? Sabaku no wa dare da!?              | 11 avril 2014         |
| [Chapitres 117-118-119-120]     |                                  |                                                    |                       |
| 3                               | Le maléfice de Dio               | DIOの呪縛 Dio no jubaku                            | 18 avril 2014         |
| [Chapitres 120-121]             |                                  |                                                    |                       |
| 4                               | Tower of Gray                    | 灰の塔 Tawā obu gurē                               | 25 avril 2014         |
| [Chapitres 122-123-124]         |                                  |                                                    |                       |
| 5                               | Silver Chariot                   | 銀の戦車 Shirubā chariottsu                        | 2 mai 2014            |
| [Chapitres 125-126-127]         |                                  |                                                    |                       |
| 6                               | Dark Blue Moon                   | 暗青の月 Dāku burū mūn                             | 9 mai 2014            |
| [Chapitres 127-128-129-130]     |                                  |                                                    |                       |
| 7                               | Strength                         | 力 Sutorengusu                                     | 16 mai 2014           |
| [Chapitres 130-131-132-133]     |                                  |                                                    |                       |
| 8                               | Devil                            | 悪魔 Debiru                                        | 23 mai 2014           |
| [Chapitres 133-134-135-136]     |                                  |                                                    |                       |
| 9                               | Yellow Temperence                | 黄の節制 Ierō tenparansu                           | 30 mai 2014           |
| [Chapitres 136-137-138-139]     |                                  |                                                    |                       |
| 10                              | Emperor et Hanged Man - Partie 1 | 皇帝と吊られた男 その1 Enperā to Hangudoman sono 1 | 6 juin 2014           |
| [Chapitres 140-141-142]         |                                  |                                                    |                       |
| 11                              | Emperor et Hanged Man - Partie 2 | 皇帝と吊られた男 その2 Enperā to Hangudoman sono 2 | 13 juin 2014          |
| [Chapitres 143-144-145-146]     |                                  |                                                    |                       |
| 12                              | Empress                          | 女帝 Enpuresu                                      | 20 juin 2014          |
| [Chapitres 146-147-148-149]     |                                  |                                                    |                       |
| 13                              | Wheel of Fortune                 | 運命の車輪 Howīru obu fōchun                       | 27 juin 2014          |
| [Chapitres 150-151-152-153-154] |                                  |                                                    |                       |
| 14                              | Justice - Partie 1               | 正義 その1 Jasutisu sono 1                         | 4 juillet 2014        |
| [Chapitres 154-155-156-157]     |                                  |                                                    |                       |
| 15                              | Justice - Partie 2               | 正義 その2 Jasutisu sono 2                         | 11 juillet 2014       |
| [Chapitres 157-158-159-160]     |                                  |                                                    |                       |
| 16                              | Lovers - Partie 1                | 恋人 その1 Rabāzu sono 1                           | 18 juillet 2014       |
| [Chapitres 160-161-162-163]     |                                  |                                                    |                       |
| 17                              | Lovers - Partie 2                | 恋人 その2 Rabāzu sono 2                           | 25 juillet 2014       |
| [Chapitres 163-164-165]         |                                  |                                                    |                       |
| 18                              | The Sun                          | 太陽 San                                           | 1er août 2014         |
| [Chapitres 166-167]             |                                  |                                                    |                       |
| 19                              | Death 13 - Partie 1              | 死神13 その1 Desu sātīn sono 1                     | 8 août 2014           |
| [Chapitres 168-169-170]         |                                  |                                                    |                       |
| 20                              | Death 13 - Partie 2              | 死神13 その2 Desu sātīn sono 2                     | 15 août 2014          |
| [Chapitres 171-172-173-174]     |                                  |                                                    |                       |
| 21                              | Judgement - Partie 1             | 審判 その1 Jajjimento sono 1                       | 22 août 2014          |
| [Chapitres 174-175-176]         |                                  |                                                    |                       |
| 22                              | Judgement - Partie 2             | 審判 その2 Jajjimento sono 2                       | 29 août 2014          |
| [Chapitres 176-177-178-179]     |                                  |                                                    |                       |
| 23                              | High Priestess - Partie 1        | 女教皇 その1 Hai puriesutesu sono 1                | 5 septembre 2014      |
| [Chapitres 179-180-181]         |                                  |                                                    |                       |
| 24                              | High Priestess - Partie 2        | 女教皇 その2 Hai puriesutesu sono 2                | 12 septembre 2014     |
| [Chapitres 181-182-183]         |                                  |                                                    |                       |

### Stardust Crusaders: Battle in Egypt(partie 2, 2015)
| No                                      | Titre en français                                                                     | Titre original                                                                                 | Date de 1re diffusion |
| --------------------------------------- | ------------------------------------------------------------------------------------- | ---------------------------------------------------------------------------------------------- | --------------------- |
| 25 (1)                                  | Iggy (The Fool) et N’Doul (Geb) - Partie 1                                            | 「愚者」のイギーと「ゲブ神」のンドゥール その1 "Za fūru" no Igī to "Gebu-shin" no Ndūru sono 1 | 9 janvier 2015        |
| [Chapitres 183-184-185-186]             |                                                                                       |                                                                                                |                       |
| 26 (2)                                  | Iggy (The Fool) et N’Doul (Geb) - Partie 2                                            | 「愚者」のイギーと「ゲブ神」のンドゥール その2 "Za fūru" no Igī to "Gebu-shin" no Ndūru sono 2 | 16 janvier 2015       |
| [Chapitres 186-187-188-189]             |                                                                                       |                                                                                                |                       |
| 27 (3)                                  | Zenyatta (Khnum) et Mondatta (Thoth) (Oingo (Khnum) et Boingo (Thoth))                | 「クヌム神」のオインゴと「トト神」のボインゴ "Kunumu-shin" no Oingo to "Toto-shin" no Boingo   | 23 janvier 2015       |
| [Chapitres 189-190-191-192]             |                                                                                       |                                                                                                |                       |
| 28 (4)                                  | Anubis - Partie 1                                                                     | 「アヌビス神」 その1 "Anubisu-shin" sono 1                                                     | 30 janvier 2015       |
| [Chapitres 193-194-195]                 |                                                                                       |                                                                                                |                       |
| 29 (5)                                  | Anubis - Partie 2                                                                     | 「アヌビス神」 その2 "Anubisu-shin" sono 2                                                     | 6 février 2015        |
| [Chapitres 195-196-197-198]             |                                                                                       |                                                                                                |                       |
| 30 (6)                                  | Mariah (Bast) - Partie 1                                                              | 「バステト女神」のマライア その1 "Basuteto-joshin" no Maraia sono 1                            | 13 février 2015       |
| [Chapitres 199-200-201]                 |                                                                                       |                                                                                                |                       |
| 31 (7)                                  | Mariah (Bast) - Partie 2                                                              | 「バステト女神」のマライア その2 "Basuteto-joshin" no Maraia sono 2                            | 20 février 2015       |
| [Chapitres 202-203-204]                 |                                                                                       |                                                                                                |                       |
| 32 (8)                                  | Alessi (Sethan) - Partie 1                                                            | 「セト神」のアレッシー その1 "Seto-shin" no Aresshī sono 1                                     | 27 février 2015       |
| [Chapitres 204-205-206-207]             |                                                                                       |                                                                                                |                       |
| 33 (9)                                  | Alessi (Sethan) - Partie 2                                                            | 「セト神」のアレッシー その2 "Seto-shin" no Aresshī sono 2                                     | 6 mars 2015           |
| [Chapitres 207-208-209]                 |                                                                                       |                                                                                                |                       |
| 34 (10)                                 | D’Arby the Gambler - Partie 1                                                         | ダービー・ザ・ギャンブラー その1 Dābī za Gyanburā sono 1                                       | 13 mars 2015          |
| [Chapitres 211-212-213]                 |                                                                                       |                                                                                                |                       |
| 35 (11)                                 | D’Arby the Gambler - Partie 2                                                         | ダービー・ザ・ギャンブラー その2 Dābī za Gyanburā sono 2                                       | 20 mars 2015          |
| [Chapitres 213-214-215-216]             |                                                                                       |                                                                                                |                       |
| 36 (12)                                 | Hol Horse et Mondatta (1) (Hol Horse et Boingo - Partie 1)                            | ホル・ホースとボインゴ その1 Horu Hōsu to Boingo sono 1                                        | 27 mars 2015          |
| [Chapitres 210-217-218-219]             |                                                                                       |                                                                                                |                       |
| 37 (13)                                 | Hol Horse et Mondatta (2) (Hol Horse et Boingo - Partie 2)                            | ホル・ホースとボインゴ その2 Horu Hōsu to Boingo sono 2                                        | 3 avril 2015          |
| [Chapitres 219-220-221]                 |                                                                                       |                                                                                                |                       |
| 38 (14)                                 | Pet Shop, le gardien des enfers - Partie 1                                            | 地獄の門番ペット·ショップ その1 Jigoku no monban Petto Shoppu sono 1                           | 10 avril 2015         |
| [Chapitres 222-223-224-225]             |                                                                                       |                                                                                                |                       |
| 39 (15)                                 | Pet Shop, le gardien des enfers - Partie 2                                            | 地獄の門番ペット·ショップ その2 Jigoku no monban Petto Shoppu sono 2                           | 17 avril 2015         |
| [Chapitres 225-226-227]                 |                                                                                       |                                                                                                |                       |
| 40 (16)                                 | D'Arby the Player - Partie 1                                                          | ダービー・ザ・プレイヤー その1 Dābī za Pureiyā sono 1                                          | 24 avril 2015         |
| [Chapitres 227-228-229-230-231-232]     |                                                                                       |                                                                                                |                       |
| 41 (17)                                 | D'Arby the Player - Partie 2                                                          | ダービー・ザ・プレイヤー その2 Dābī za Pureiyā sono 2                                          | 1er mai 2015          |
| [Chapitres 232-233-234-235-236]         |                                                                                       |                                                                                                |                       |
| 42 (18)                                 | Cool Ice, Miasmes d’outre-espace (1) (Vanilla Ice, Miasmes d’outre-espace - Partie 1) | 亜空の瘴気 ヴァニラ・アイス その1 Akū no shōki Vanira Aisu sono 1                              | 8 mai 2015            |
| [Chapitres 236-237-238-239-240]         |                                                                                       |                                                                                                |                       |
| 43 (19)                                 | Cool Ice, Miasmes d’outre-espace (2) (Vanilla Ice, Miasmes d’outre-espace - Partie 2) | 亜空の瘴気 ヴァニラ・アイス その2 Akū no shōki Vanira Aisu sono 2                              | 15 mai 2015           |
| [Chapitres 240-241-242-243-244]         |                                                                                       |                                                                                                |                       |
| 44 (20)                                 | Cool Ice, Miasmes d’outre-espace (3) (Vanilla Ice, Miasmes d’outre-espace - Partie 3) | 亜空の瘴気 ヴァニラ・アイス その3 Akū no shōki Vanira Aisu sono 3                              | 22 mai 2015           |
| [Chapitres 244-245-246-247]             |                                                                                       |                                                                                                |                       |
| 45 (21)                                 | Le monde de Dio - Partie 1                                                            | DIOの世界 その1 Dio no sekai sono 1                                                            | 29 mai 2015           |
| [Chapitres 248-249-250-251-252]         |                                                                                       |                                                                                                |                       |
| 46 (22)                                 | Le monde de Dio - Partie 2                                                            | DIOの世界 その2 Dio no sekai sono 2                                                            | 5 juin 2015           |
| [Chapitres 252-253-254-255-256]         |                                                                                       |                                                                                                |                       |
| 47 (23)                                 | Le monde de Dio - Partie 3                                                            | DIOの世界 その3 Dio no sekai sono 3                                                            | 12 juin 2015          |
| [Chapitres 256-257-258-259-260-261-262] |                                                                                       |                                                                                                |                       |
| 48 (24)                                 | Un long périple, adieu les amis                                                       | 遥かなる旅路 さらば友よ Harukanaru tabiji, saraba tomo yo                                      | 19 juin 2015          |
| [Chapitres 262-263-264-265]             |                                                                                       |                                                                                                |                       |

## Partie 4:Diamond Is Unbreakable(saison 3, 2016)
| No | Titre en français                              | Titre original                                                                  | Date de 1re diffusion |
| -- | ---------------------------------------------- | ------------------------------------------------------------------------------- | --------------------- |
| 1  | Jotaro Kujo rencontre Josuke Higashikata !     | 空条承太郎! 東方仗助に会う Kūjō Jōtarō! Higashigata Jōsuke ni au                | 1er avril 2016        |
| 2  | Josuke Higashikata rencontre Angelo !          | 東方仗助! アンジェロに会う Higashigata Jōsuke! Anjero ni au                     | 8 avril 2016          |
| 3  | Les frères Nijimura - Partie 1                 | 虹村兄弟 その1 Nijimura Kyōdai sono 1                                           | 15 avril 2016         |
| 4  | Les frères Nijimura - Partie 2                 | 虹村兄弟 その2 Nijimura Kyōdai sono 2                                           | 22 avril 2016         |
| 5  | Les frères Nijimura - Partie 3                 | 虹村兄弟 その3 Nijimura Kyōdai sono 3                                           | 29 avril 2016         |
| 6  | Koichi Hirose (Echoes)                         | 広瀬康一 Hirose Kōichi (Ekōzu)                                                  | 6 mai 2016            |
| 7  | Toshizaku Hazamada (Surface)                   | 間田敏和 Hazamada Toshizaku (Sāfisu)                                            | 13 mai 2016           |
| 8  | Yukako Yamagishi est amoureuse - Partie 1      | 山岸由花子は恋をする その1 Yamagishi Yukako wa Koi o suru sono 1                | 20 mai 2016           |
| 9  | Yukako Yamagishi est amoureuse - Partie 2      | 山岸由花子は恋をする その2 Yamagishi Yukako wa Koi o suru sono 2                | 27 mai 2016           |
| 10 | Allons manger italien !                        | イタリア料理を食べに行こう Itaria ryōri o tabe ni ikō                           | 3 juin 2016           |
| 11 | Red Hot Chili Pepper - Partie 1                | レッド・ホット・チリ・ペッパー その1 Reddo Hotto Chiri Peppā sono 1             | 10 juin 2016          |
| 12 | Red Hot Chili Pepper - Partie 2                | レッド・ホット・チリ・ペッパー その2 Reddo Hotto Chiri Peppā sono 2             | 17 juin 2016          |
| 13 | On est tombé sur un sale truc !                | やばいものを拾ったっス! Yabai mono o hirotta ssu!                               | 23 juin 2016          |
| 14 | Visite chez un mangaka - Partie 1              | 漫画家のうちへ遊びに行こう その1 Mangaka no uchi e asobi ni ikō sono 1          | 1er juillet 2016      |
| 15 | Visite chez un mangaka - Partie 2              | 漫画家のうちへ遊びに行こう その2 Mangaka no uchi e asobi ni ikō sono 2          | 8 juillet 2016        |
| 16 | La chasse est ouverte !                        | 「狩り」に行こう！ Hantingu ni ikō!                                             | 15 juillet 2016       |
| 17 | L'aventure de Rohan Kishibe                    | 岸辺露伴の冒険 Kishibe Rohan no bōken                                           | 22 juillet 2016       |
| 18 | La moisson de Shigechi - Partie 1              | ｢重ちー｣の収穫 その1 Shigechī no hāvesuto sono 1                                | 29 juillet 2016       |
| 19 | La moisson de Shigechi - Partie 2              | ｢重ちー｣の収穫 その2 Shigechī no hāvesuto sono 2                                | 5 août 2016           |
| 20 | Yukako Yamagishi se rêve en Cendrillon         | 山岸由花子はシンデレラに憧れる Yamagishi Yukako wa Shinderera ni akogareru      | 12 août 2016          |
| 21 | Yoshikage Kira veut la tranquillité - Partie 1 | 吉良吉影は静かに暮らしたい その1 Kira Yoshikage wa shizuka ni kurashitai sono 1 | 19 août 2016          |
| 22 | Yoshikage Kira veut la tranquillité - Partie 2 | 吉良吉影は静かに暮らしたい その2 Kira Yoshikage wa shizuka ni kurashitai sono 2 | 26 août 2016          |
| 23 | Sheer Heart Attack - Partie 1                  | シアーハートアタック その1 Shiā Hāto Atakku sono 1                              | 2 septembre 2016      |
| 24 | Sheer Heart Attack - Partie 2                  | シアーハートアタック その2 Shiā Hāto Atakku sono 2                              | 9 septembre 2016      |
| 25 | Atom Heart Father                              | アトム・ハート・ファーザー Atomu Hāto Fāzā                                      | 16 septembre 2016     |
| 26 | Pierre-feuille-ciseaux !                       | ジャンケン小僧がやって来る！ Janken kozō ga yatte kuru!                         | 23 septembre 2016     |
| 27 | Je suis un extraterrestre                      | 僕は宇宙人 Boku wa uchūjin                                                      | 30 septembre 2016     |
| 28 | Highway Star - Partie 1                        | ハイウェイ・スター その1 Haiwei Sutā sono 1                                     | 7 octobre 2016        |
| 29 | Highway Star - Partie 2                        | ハイウェイ・スター その2 Haiwei Sutā sono 2                                     | 14 octobre 2016       |
| 30 | Yoshikage Kira attire les chats                | 猫は吉良吉影が好き Neko wa Kira Yoshikage ga suki                               | 21 octobre 2016       |
| 31 | Jeudi 15 juillet - Partie 1                    | 7月15日(木) その1 Shichi-gatsu jūgo-nichi (moku) sono 1                         | 28 octobre 2016       |
| 32 | Jeudi 15 juillet - Partie 2                    | 7月15日(木) その2 Shichi-gatsu jūgo-nichi (moku) sono 2                         | 4 novembre 2016       |
| 33 | Jeudi 15 juillet - Partie 3                    | 7月15日(木) その3 Shichi-gatsu jūgo-nichi (moku) sono 3                         | 11 novembre 2016      |
| 34 | Jeudi 15 juillet - Partie 4                    | 7月15日(木) その4 Shichi-gatsu jūgo-nichi (moku) sono 4                         | 18 novembre 2016      |
| 35 | Another One Bites the Dust - Partie 1          | アナザーワン バイツァ・ダスト その1 Anazāwan Baitsa Dasuto sono 1               | 25 novembre 2016      |
| 36 | Another One Bites the Dust - Partie 2          | アナザーワン バイツァ・ダスト その2 Anazāwan Baitsa Dasuto sono 2               | 2 décembre 2016       |
| 37 | Crazy Diamond is Unbreakable - Partie 1        | クレイジー・Dは砕けない その1 Kureijī Daiyamondo wa Kudakenai sono 1            | 9 décembre 2016       |
| 38 | Crazy Diamond is Unbreakable - Partie 2        | クレイジー・Dは砕けない その2 Kureijī Daiyamondo wa Kudakenai sono 2            | 16 décembre 2016      |
| 39 | Adieu Morio - La jeunesse au cœur d'or         | さよなら杜王町 - 黄金の心 Sayonara Moriōchō - Ōgon no Kokoro                    | 23 décembre 2016      |

## Partie 5:Golden Wind(saison 4, 2018-2019)
| No                           | Titre en français                                                                         | Titre original                                                                                    | Date de 1re diffusion |
| ---------------------------- | ----------------------------------------------------------------------------------------- | ------------------------------------------------------------------------------------------------- | --------------------- |
| 1                            | Golden Wind (Gold Experience)                                                             | 黄金体験 Gōrudo Ekusuperiensu                                                                     | 5 octobre 2018        |
| 2                            | Voici venir Bucciarati                                                                    | ブチャラティが来る Bucharati ga Kuru                                                              | 12 octobre 2018       |
| 3                            | Le gangster en cage                                                                       | 塀の中のギャングに会え Hei no naka no Gyangu ni ae                                                | 19 octobre 2018       |
| 4                            | Initiation                                                                                | ギャング入門 Gyangu Nyūmon                                                                        | 26 octobre 2018       |
| 5                            | La fortune de Polpo                                                                       | ポルポの遺産を狙え！ Porupo no Isan o Nerae!                                                      | 2 novembre 2018       |
| 6                            | Moody Jazz contre-attaque (Moody Blues contre-attaque)                                    | ムーディー・ブルースの逆襲 Mūdī Burūsu no Gyakushū                                                | 9 novembre 2018       |
| 7                            | Les Six bullets entrent en scène - Partie 1 (Les Sex Pistols entrent en scène - Partie 1) | セックス・ピストルズ登場 その1 Sekkusu Pisutoruzu tōjō sono 1                                     | 16 novembre 2018      |
| 8                            | Les Six Bullets entrent en scène - Partie 2 (Les Sex Pistols entrent en scène - Partie 2) | セックス・ピストルズ登場 その2 Sekkusu Pisutoruzu tōjō sono 2                                     | 23 novembre 2018      |
| 9                            | Le premier ordre du boss                                                                  | ボスからの第一指令 Bosu kara no dai ichi shirei                                                   | 30 novembre 2018      |
| 10                           | L'équipe des tueurs                                                                       | 暗殺者チーム Hittoman Chīmu                                                                       | 7 décembre 2018       |
| 11                           | Le Li'l Bomber de Narancia (L'Aerosmith de Narancia)                                      | ナランチャのエアロスミス Narancha no Earosumisu                                                   | 14 décembre 2018      |
| 12                           | Le deuxième ordre du boss                                                                 | ボスからの第二指令 Bosu kara no dai ni shirei                                                     | 21 décembre 2018      |
| 13                           | Mirror Man et Purple Smoke (Man in the Mirror et Purple Haze)                             | マン・イン・ザ・ミラーとパープル・ヘイズ Man in za Mirā to Pāpuru Heizu                           | 28 décembre 2018      |
| 13.5                         | Inizio del vento aureo                                                                    | Inizio del vento aureo                                                                            | 4 janvier 2019        |
| Résumé des épisodes 1 à 13.  |                                                                                           |                                                                                                   |                       |
| 14                           | L'express pour Firenze                                                                    | フィレンツェ行き超特急 Firenze yuki chō tokkyū                                                    | 11 janvier 2019       |
| 15                           | Thankful Death - Partie 1 (The Grateful Dead - Partie 1)                                  | 偉大なる死 その1 Za Gureitofuru Deddo sono 1                                                      | 18 janvier 2019       |
| 16                           | Thankful Death - Partie 2 (The Grateful Dead - Partie 2)                                  | 偉大なる死 その2 Za Gureitofuru Deddo sono 2                                                      | 25 janvier 2019       |
| 17                           | Babyhead (Baby Face)                                                                      | ベイビィ・フェイス Beibī Feisu                                                                    | 1er février 2019      |
| 18                           | Direction Venezia !                                                                       | ヴェネツィアに向かえ！ Venezia ni mukae!                                                          | 8 février 2019        |
| 19                           | White Ice (White Album)                                                                   | ホワイト・アルバム Howaito Arubamu                                                                | 15 février 2019       |
| 20                           | Les ultimes instructions du Boss                                                          | ボスよりの最終指令 Bosu yori no saishū shirei                                                     | 22 février 2019       |
| 21                           | Le mystère d'Emperor Crimson (Le mystère de King Crimson)                                 | キング・クリムゾンの謎 Kingu Kurimuzon no nazo                                                    | 1er mars 2019         |
| 21.5                         | Determinazione                                                                            | Determinazione                                                                                    | 8 mars 2019           |
| Résumé des épisodes 14 à 21. |                                                                                           |                                                                                                   |                       |
| 22                           | "G" of Guts                                                                               | ガッツの「G」 Gattu no Jī                                                                         | 15 mars 2019          |
| 23                           | Crush et Talking Mouth (Clash et Talking Head)                                            | クラッシュとトーキング・ヘッド Kurasshu to Tōkingu Heddo                                          | 22 mars 2019          |
| 24                           | Notorious Chase (Notorious B.I.G)                                                         | ノトーリアス・B・I・G Notōriasu Biggu                                                             | 29 mars 2019          |
| 25                           | Spicy Lady (Spice Girl)                                                                   | スパイス・ガール Supaisu Gāru                                                                     | 5 avril 2019          |
| 26                           | Une petite histoire du passé ~ Mon nom est Doppio ~                                       | ほんの少し昔の物語～ぼくの名はドッピオ～ Honno sukoshi mukashi no monogatari Boku no na wa Doppio | 12 avril 2019         |
| 27                           | Emperor Crimson contre Metallic (King Crimson contre Metallica)                           | キング・クリムゾン vs. メタリカ Kingu Kurimuzon bāsasu Metarika                                   | 19 avril 2019         |
| 28                           | Le ciel est sur le point de s'effondrer !                                                 | 今にも落ちてきそうな空の下で Ima nimo ochitekisōna sora no shita de                               | 26 avril 2019         |
| 28.5                         | Destino                                                                                   | Destino                                                                                           | 3 mai 2019            |
| Résumé des épisodes 1 à 28.  |                                                                                           |                                                                                                   |                       |
| 29                           | Destination : le Colisée !                                                                | 目的地はローマ！コロッセオ Mokutekichi wa Rōma! Korosseo                                          | 10 mai 2019           |
| 30                           | Green Tea et Sanctuary - Partie 1 (Green Day et Oasis - Partie 1)                         | グリーン・ディとオアシス その1 Gurīn Dei to Oashisu sono 1                                        | 17 mai 2019           |
| 31                           | Green Tea et Sanctuary - Partie 2 (Green Day et Oasis - Partie 2)                         | グリーン・ディとオアシス その2 Gurīn Dei to Oashisu sono 2                                        | 24 mai 2019           |
| 32                           | Green Tea et Sanctuary - Partie 3 (Green Day et Oasis - Partie 3)                         | グリーン・ディとオアシス その3 Gurīn Dei to Oashisu sono 3                                        | 31 mai 2019           |
| 33                           | Son nom est Diavolo                                                                       | そいつの名はディアボロ Soitu no na wa Diaboro                                                     | 7 juin 2019           |
| 34                           | Requiem résonne en silence - Partie 1                                                     | 鎮魂歌は静かに奏でられる その1 Rekuiemu wa shizuka ni kanaderareru sono 1                         | 14 juin 2019          |
| 35                           | Requiem résonne en silence - Partie 2                                                     | 鎮魂歌は静かに奏でられる その2 Rekuiemu wa shizuka ni kanaderareru sono 2                         | 21 juin 2019          |
| 36                           | Réapparition de Diavolo !                                                                 | ディアボロ浮上 Diaboro Fujō                                                                       | 28 juin 2019          |
| 37                           | Le roi parmi les rois                                                                     | 王の中の王 Kingu obu Kingusu                                                                      | 5 juillet 2019        |
| 38                           | Golden Wind Requiem (Gold Experience Requiem)                                             | ゴールド・E・レクイエム Gōrudo Ekusuperiensu Rekuiemu                                             | 28 juillet 2019       |
| 39                           | Les esclaves endormis                                                                     | 眠れる奴隷 Nemureru Dorei                                                                         | 28 juillet 2019       |

## Partie 6:Stone Ocean(saison 5, 2021-2022)
| No | Titre en français                                                                                   | Titre original                                                                               | Date de 1re diffusion |
| --- | --------------------------------------------------------------------------------------------------- | -------------------------------------------------------------------------------------------- | --------------------- |
| 1 | Stone Ocean                                                                                         | 石作りの海 Sutōn Ōshan                                                                       | 1er décembre 2021     |
| [Chapitres 1-2-3] Note : Depuis la partie 6, le décompte des chapitres est réinitialisé à chaque nouvelle partie.                                                              | |                                                                                              |                       |
| 2 | Jolyne Kujo, matricule FE40536 (Stone Free)                                                         | ストーン・フリー Sutōn Furī                                                                  | 1er décembre 2021     |
| [Chapitres 4-5-6-7-8-9] | |                                                                                              |                       |
| 3 | Le visiteur (1)                                                                                     | 面会人 その1 Menkainin sono 1                                                                | 1er décembre 2021     |
| [Chapitres 10-11-12-13] | |                                                                                              |                       |
| 4 | Le visiteur (2)                                                                                     | 面会人 その2 Menkainin sono 2                                                                | 1er décembre 2021     |
| [Chapitres 13-14-15-16-17] | |                                                                                              |                       |
| 5 | Prisoner of Love                                                                                    | プリズナー・オブ・ラヴ Purizunā obu Ravu                                                     | 1er décembre 2021     |
| [Chapitres 17-18-19-20] | |                                                                                              |                       |
| 6 | Les vignettes d'Hermes                                                                              | エルメェスのシール Erumēsu no shīru                                                          | 1er décembre 2021     |
| [Chapitres 21-22-23-24-25] | |                                                                                              |                       |
| 7 | Elles sont six !                                                                                    | 6人いる! Rokunin iru!                                                                        | 1er décembre 2021     |
| [Chapitres 26-27-28-29] | |                                                                                              |                       |
| 8 | F.F. (Foo Fighters)                                                                                 | フー・ファイターズ Fū Faitāzu                                                                | 1er décembre 2021     |
| [Chapitres 29-30-31-32-33] | |                                                                                              |                       |
| 9 | Mary Lynn Manson, le recouvreur de dettes (Marilyn Manson, le recouvreur de dettes)                 | 取り立て人マリリン・マンソン Toritatenin Maririn Manson                                      | 1er décembre 2021     |
| [Chapitres 34-35-36-37-38-39] | |                                                                                              |                       |
| 10 | Le plan Savage Guardian (Direction la cour !) (1) (Le plan Savage Garden (Direction la cour !) (1)) | サヴェジ・ガーデン作戦 (中庭へ向かえ!) その1 Saveji Gāden sakusen (Nakaniwa e mukae!) sono 1 | 1er décembre 2021     |
| [Chapitres 40-41-42-43] | |                                                                                              |                       |
| 11 | Le plan Savage Guardian (Direction la cour !) (2) (Le plan Savage Garden (Direction la cour !) (2)) | サヴェジ・ガーデン作戦 (中庭へ向かえ!) その2 Saveji Gāden sakusen (Nakaniwa e mukae!) sono 2 | 1er décembre 2021     |
| [Chapitres 43-44-45-46-47] | |                                                                                              |                       |
| 12 | Avis de tempête                                                                                     | 集中豪雨警報発令 Shūchū gōu keihō hatsurei                                                   | 1er décembre 2021     |
| [Chapitres 47-48-49-50] | |                                                                                              |                       |
| 13 | Baisers d'amour et de vengeance (1)                                                                 | 愛と復讐のキッス その① Ai to fukushū no Kissu sono ichi                                      | 1er septembre 2022    |
| [Chapitres 51-52-53-54-58] | |                                                                                              |                       |
| 14 | Baisers d'amour et de vengeance (2)                                                                 | 愛と復讐のキッス その② Ai to fukushū no Kissu sono ni                                        | 1er septembre 2022    |
| [Chapitres 54-55-56-57] | |                                                                                              |                       |
| 15 | Le quartier disciplinaire                                                                           | ウルトラセキュリティ懲罰房 Urutora sekyuriti chōbatsubō                                      | 1er septembre 2022    |
| [Chapitres 58-59-60] | |                                                                                              |                       |
| 16 | Le secret du surveillant Westwood                                                                   | 看守ウエストウッドの秘密 Kanshu Uesutouddo no himitsu                                        | 1er septembre 2022    |
| [Chapitres 61-62-63-64-65-66] | |                                                                                              |                       |
| 17 | Brûle, Dragon's Dream                                                                               | 燃えよ龍の夢 Moe yo Doragonzu Dorīmu                                                         | 1er septembre 2022    |
| [Chapitres 66-67-68-69-70] | |                                                                                              |                       |
| 18 | Brûle, Foo Fighters                                                                                 | 燃えよフー・ファイターズ Moe yo Fū Faitāzu                                                   | 1er septembre 2022    |
| [Chapitres 71-72-73-74] | |                                                                                              |                       |
| 19 | Une naissance « verte »                                                                             | 「緑色」の誕生 "Midoriiro" no tanjō                                                          | 1er septembre 2022    |
| [Chapitres 75-76-77-78-79] | |                                                                                              |                       |
| 20 | F.F. - Le témoin                                                                                    | F・F－目撃者 Efu Efu – Mokugekisha                                                           | 1er septembre 2022    |
| [Chapitres 80-81-82-83-84] | |                                                                                              |                       |
| 21 | AWAKEN - Le réveil                                                                                  | AWAKEN -目醒め- Aweikun -Mezame-                                                             | 1er septembre 2022    |
| [Chapitres 85-86-87-88-89-90] | |                                                                                              |                       |
| 22 | Le temps du paradis. Nouvelle lune, nouveau prêtre !                                                | 天国の時！新月の時！新神父！ Tengoku no toki! Shingetsu no toki! Nyū shinpu!                 | 1er septembre 2022    |
| [Chapitres 91-92-93-94-95] | |                                                                                              |                       |
| 23 | Jail House Lock !                                                                                   | ジェイル・ハウス・ロック! Jeiru Hausu Rokku!                                                 | 1er septembre 2022    |
| [Chapitres 96-97-98] | |                                                                                              |                       |
| 24 | L'évasion...                                                                                        | 脱獄へ・・・ Datsugoku e…                                                                    | 1er septembre 2022    |
| [Chapitres 99-100-101-102] | |                                                                                              |                       |
| 25 | Bohemian Ecstatic (1) (Bohemian Rhapsody (1))                                                       | 自由人の狂想曲 その① Bohemian Rapusodī Sono Ichi                                             | 1er décembre 2022     |
| [Chapitres 103-104-105-106] | |                                                                                              |                       |
| 26 | Bohemian Ecstatic (2) (Bohemian Rhapsody (2))                                                       | 自由人の狂想曲 その② Bohemian Rapusodī Sono Ni                                               | 1er décembre 2022     |
| [Chapitres 107-108-109-110-111] | |                                                                                              |                       |
| 27 | Sky Guy (Sky High)                                                                                  | スカイ・ハイ Sukai Hai                                                                       | 1er décembre 2022     |
| [Chapitres 112-113-114-115-116-117] | |                                                                                              |                       |
| 28 | Le paradis à portée de main : Trois jours avant la nouvelle lune                                    | 天国の時 新月まであと３日 Tengoku no Toki: Shingetsu Made Ato 3-Nichi                        | 1er décembre 2022     |
| [Chapitres 118-119-120-121] | |                                                                                              |                       |
| 29 | Netherworld (Under World)                                                                           | アンダー・ワールド Andā Wārudo                                                               | 1er décembre 2022     |
| [Chapitres 121-122-123-124-125] | |                                                                                              |                       |
| 30 | Heavy Forecast (1) (Heavy Weather (1))                                                              | ヘビー・ウェザー その① Hebī Wezā Sono Ichi                                                   | 1er décembre 2022     |
| [Chapitres 125-126-130-131-132-133] Note : Dans l'anime, durant l'arc "Heavy Weather", les points de vues de Jolyne/Hermes et de Weather/Anasui ont été répartis différemment. | |                                                                                              |                       |
| 31 | Heavy Forecast (2) (Heavy Weather (2))                                                              | ヘビー・ウェザー その② Hebī Wezā Sono Ni                                                     | 1er décembre 2022     |
| [Chapitres 127-128-129-131] | |                                                                                              |                       |
| 32 | Heavy Forecast (3) (Heavy Weather (3))                                                              | ヘビー・ウェザー その③ Hebī Wezā Sono San                                                    | 1er décembre 2022     |
| [Chapitres 133-134-135-136-137] | |                                                                                              |                       |
| 33 | La gravité de la nouvelle lune                                                                      | 新月の重力 Shingetsu no Jūryoku                                                              | 1er décembre 2022     |
| [Chapitres 138-139-140-141] | |                                                                                              |                       |
| 34 | See Moon (1) (C-MOON (1))                                                                           | C-MOON その① Shī Mūn Sono Ichi                                                               | 1er décembre 2022     |
| [Chapitres 141-142-143-144] | |                                                                                              |                       |
| 35 | See Moon (2) (C-MOON (2))                                                                           | C-MOON その② Shī Mūn Sono Ichi                                                               | 1er décembre 2022     |
| [Chapitres 145-146-147-148] | |                                                                                              |                       |
| 36 | Maiden Heaven (1) (Made in Heaven (1))                                                              | メイド・イン・ヘブン その① Meido In Hebun Sono Ichi                                          | 1er décembre 2022     |
| [Chapitres 148-149-150-151-152] | |                                                                                              |                       |
| 37 | Maiden Heaven (2) (Made in Heaven (2))                                                              | メイド・イン・ヘブン その② Meido In Hebun Sono Ni                                            | 1er décembre 2022     |
| [Chapitres 152-153-154-155-156] | |                                                                                              |                       |
| 38 | Wonderful World (What a Wonderful World)                                                            | ホワット・ア・ワンダフル・ワールド Howatto a Wandafuru Wārudo                                | 1er décembre 2022     |
| [Chapitres 156-157-158] | |                                                                                              |                       |